# Convento di San Ludovico a Colleviti

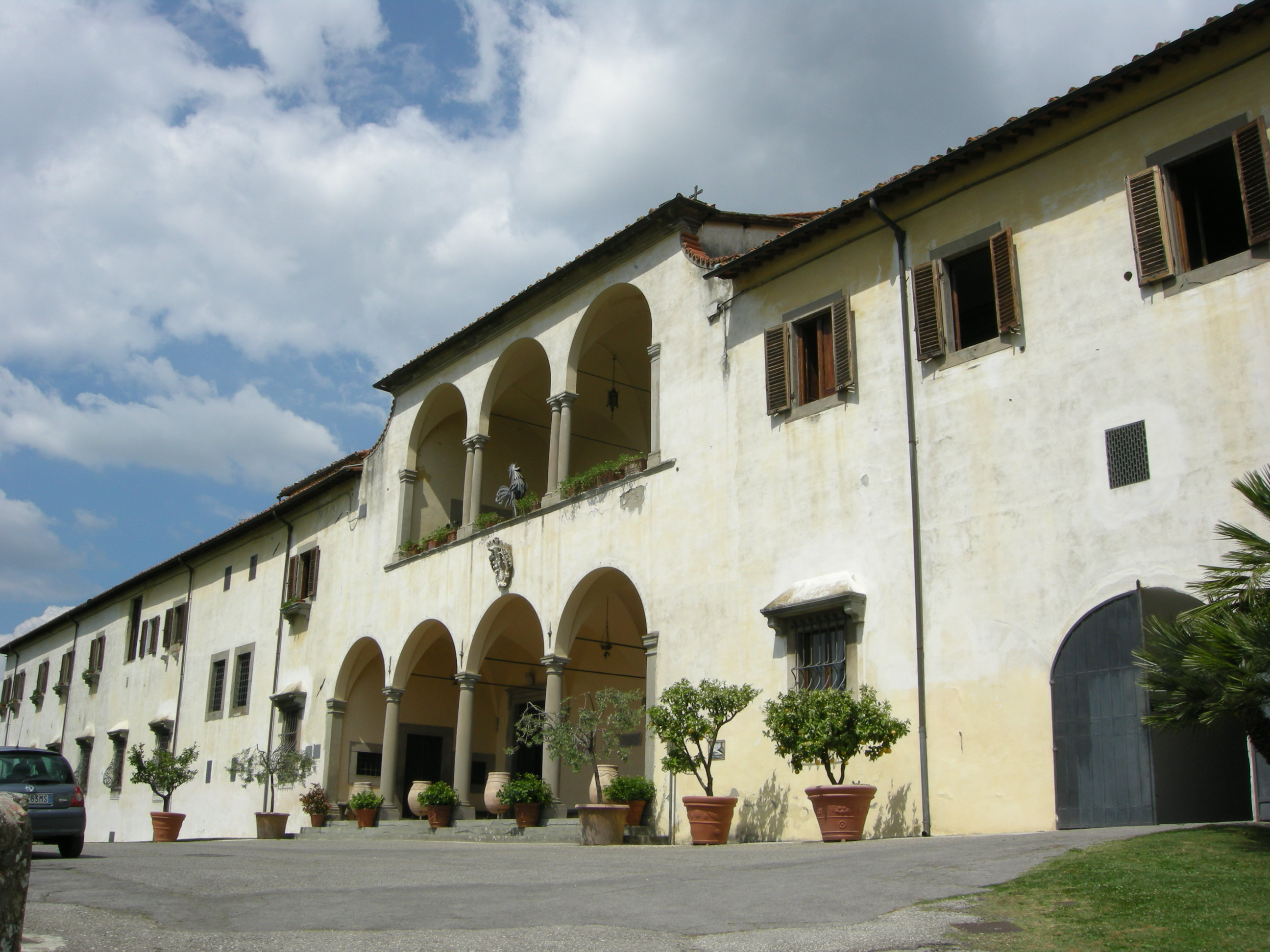
Colleviti

Il convento di San Ludovico a Colleviti si trova in via di Colleviti a Pescia, in provincia di Pistoia, diocesi di Pescia.

## Storia e descrizione
In posizione panoramica su Pescia e la Valdinievole, il complesso venne edificato, per iniziativa dell'ordine dei frati minori, alla fine del XV secolo. In particolare il chiostro e la chiesa, intitolata a san Ludovico di Tolosa, sono databili con sicurezza al 1494, come ricorda anche una lapide sulla facciata. 
La chiesa conservava poi anche una Immacolata Concezione di Benedetto Pagni, databile al 1544, all'altare della famiglia Betti, poi passato ai Vanni nel 1670, opera che risulta oggi dispersa.
Attualmente il convento dopo la scomparsa degli ultimi frati, ospita una delle comunità dell'Associazione Mondo X, fondate da padre Eligio per il recupero dei tossicodipendenti, che si occupa in maniera attiva della gestione del convento. Nel 2018, per una controversia con l'amministrazione comunale guidata da Oreste Giurlani, l'Associazione ha lasciato la struttura. Ad oggi, dopo anni di chiusura, il convento è la sede della locale Fraternità francescana secolare che, in collaborazione con la Congrega di S. Antonio e un nutrito gruppo di collaboratori, ne assicura la vita e la fruibilità..
La chiesa custodisce al suo interno alcune tele di particolare interesse, tra cui una Pietà, ispirata a Michelangelo, una rappresentante San Michele Arcangelo che scaccia dal Paradiso gli angeli ribelli, riferibile a Giovanni Battista Paggi e due tele del minorita Alberico Carlini, ospite del convento dal 1770 al 1775, anno della morte: una Immacolata Concezione e Santi forse dell'inizio degli anni quaranta del Settecento e una Madonna con san Carlo Borromeo, San Ludovico re e Santi francescani. Il dipinto con la Visione dell’Apocalisse potrebbe invece spettare al pesciatino Bartolomeo Orsi.